# Họ Nhặng
Họ Nhặng (danh pháp khoa học: Calliphoridae) là một họ thuộc bộ Hai cánh (Diptera) với khoảng 1.100 loài đã biết. Đây là một họ không đơn ngành và đang có nhiều tranh cãi về việc các đơn vị phân loại dưới họ và một số trong chúng đã được công nhận là họ riêng (như Bengaliidae, Helicoboscidae, Polleniidae, Rhiniidae).

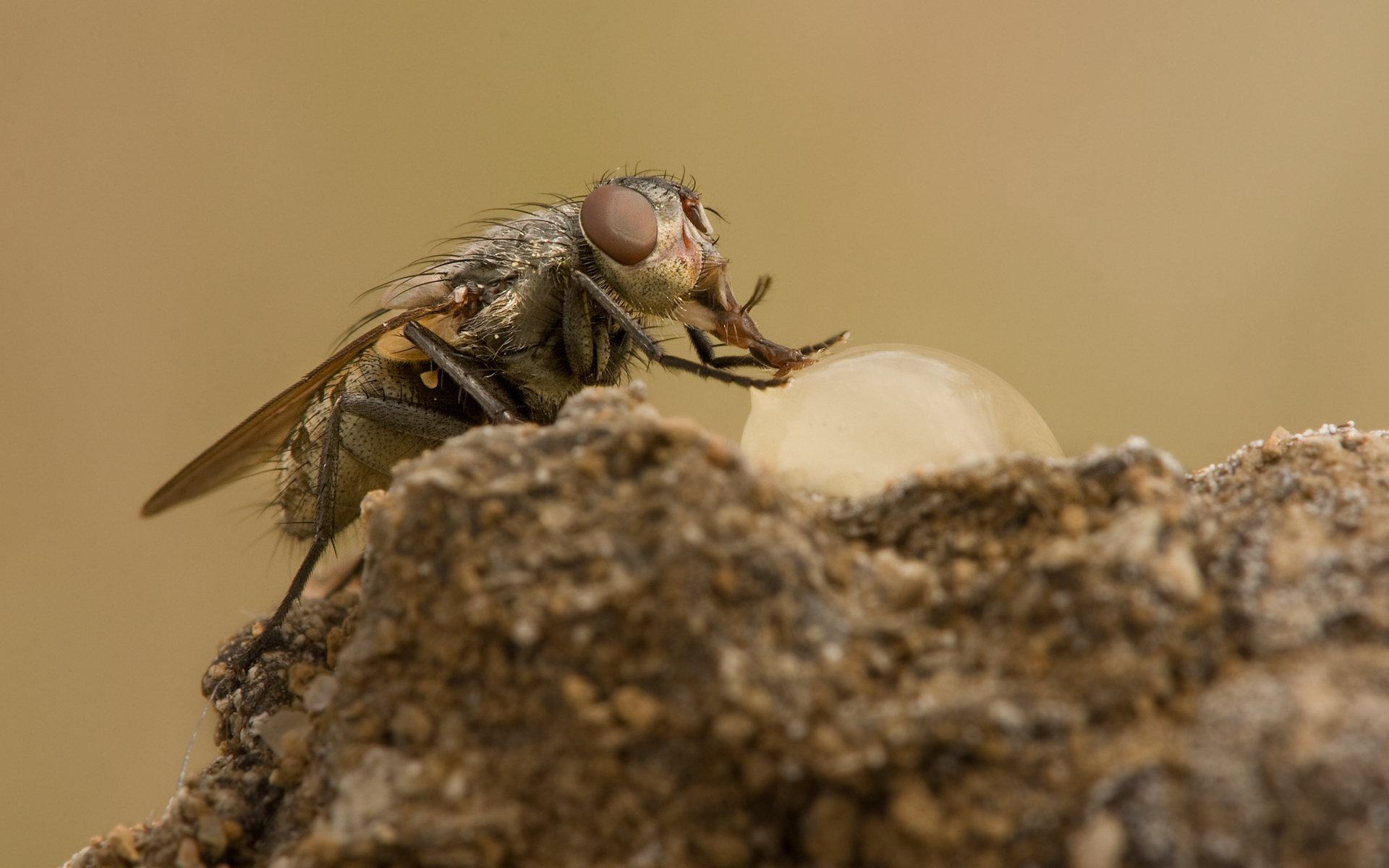
Nhặng Pollenia rudis cái

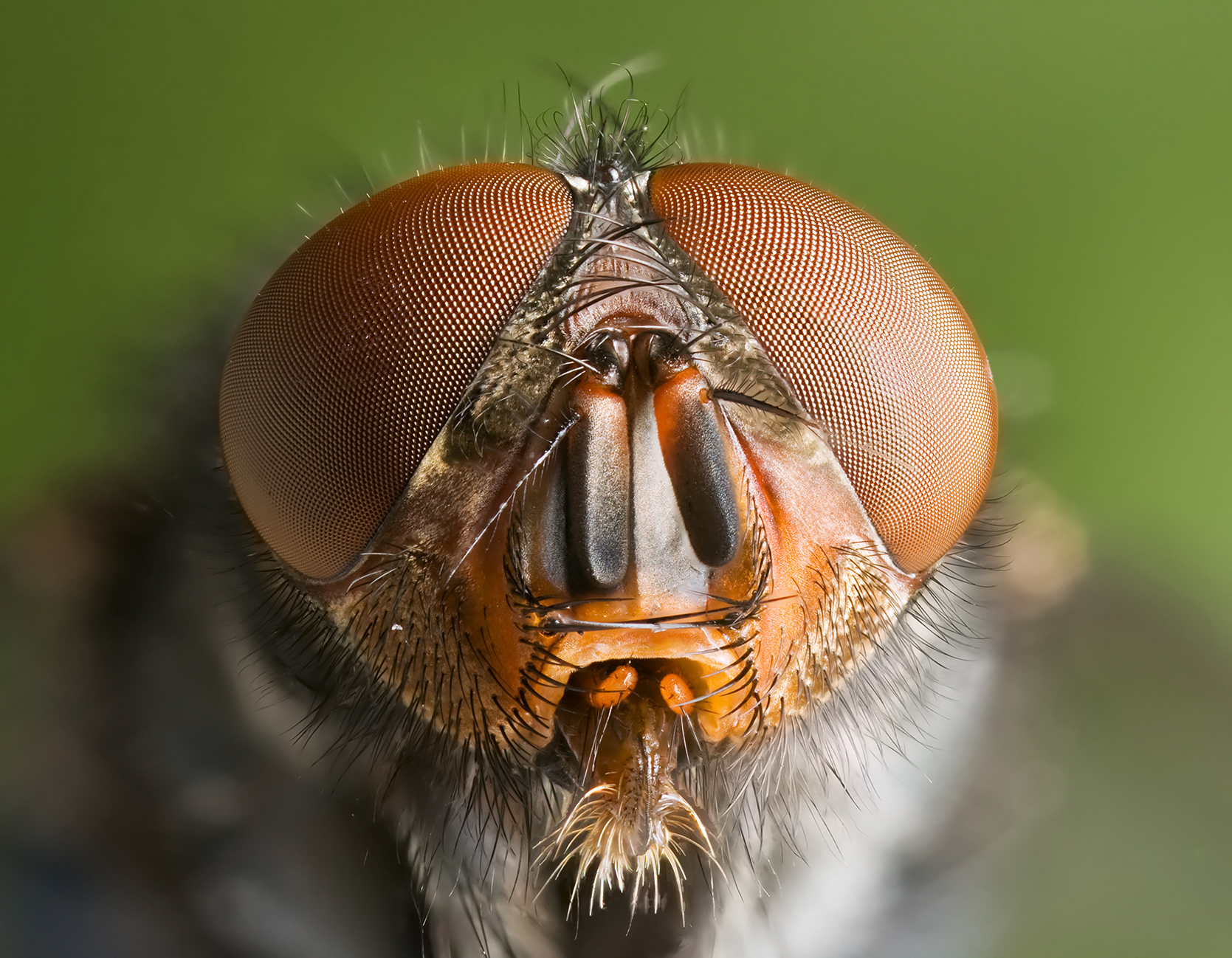
Đầu nhặng Calliphora vomitoria chụp gần

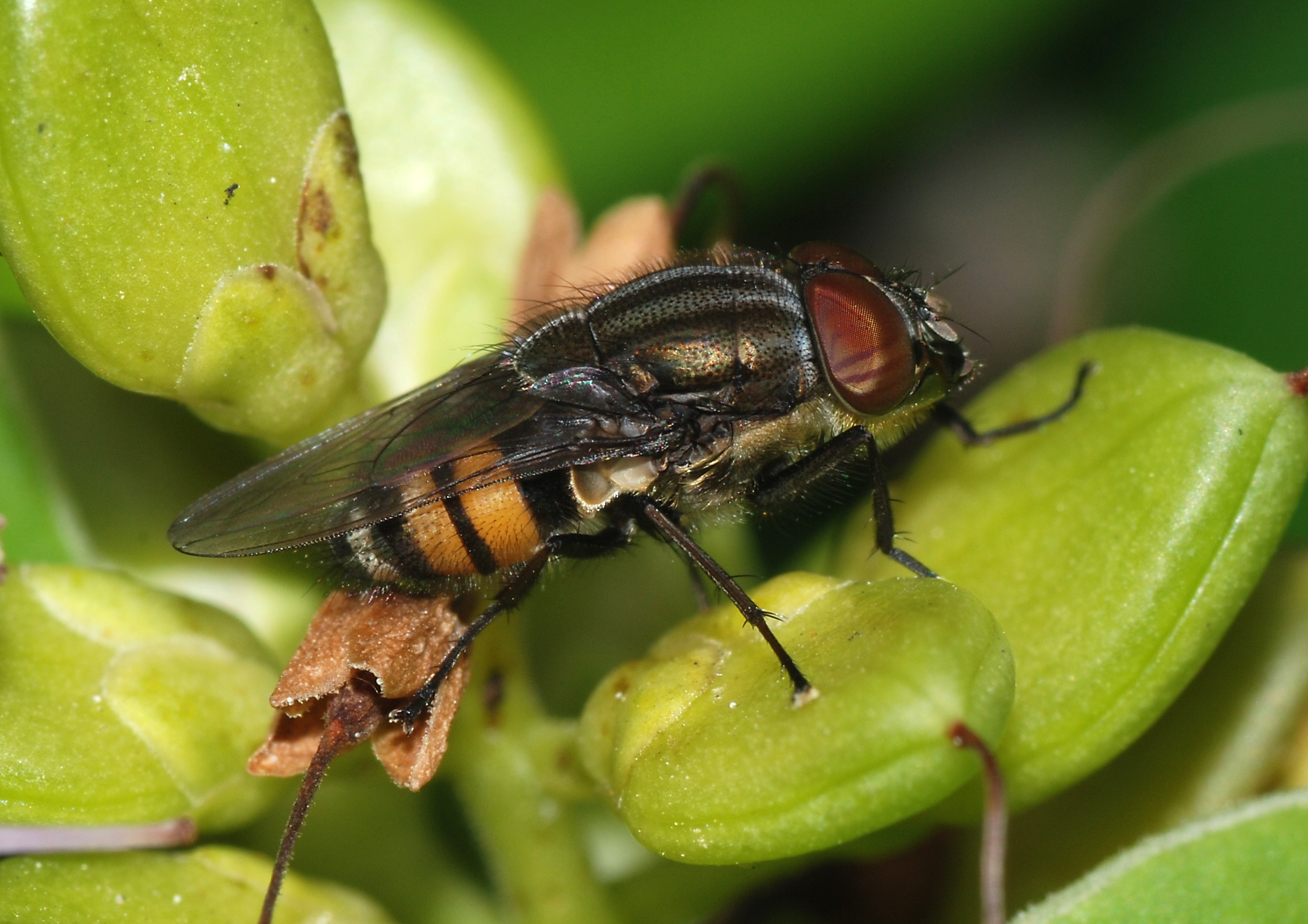
Nhặng Stomorhina lunata đực

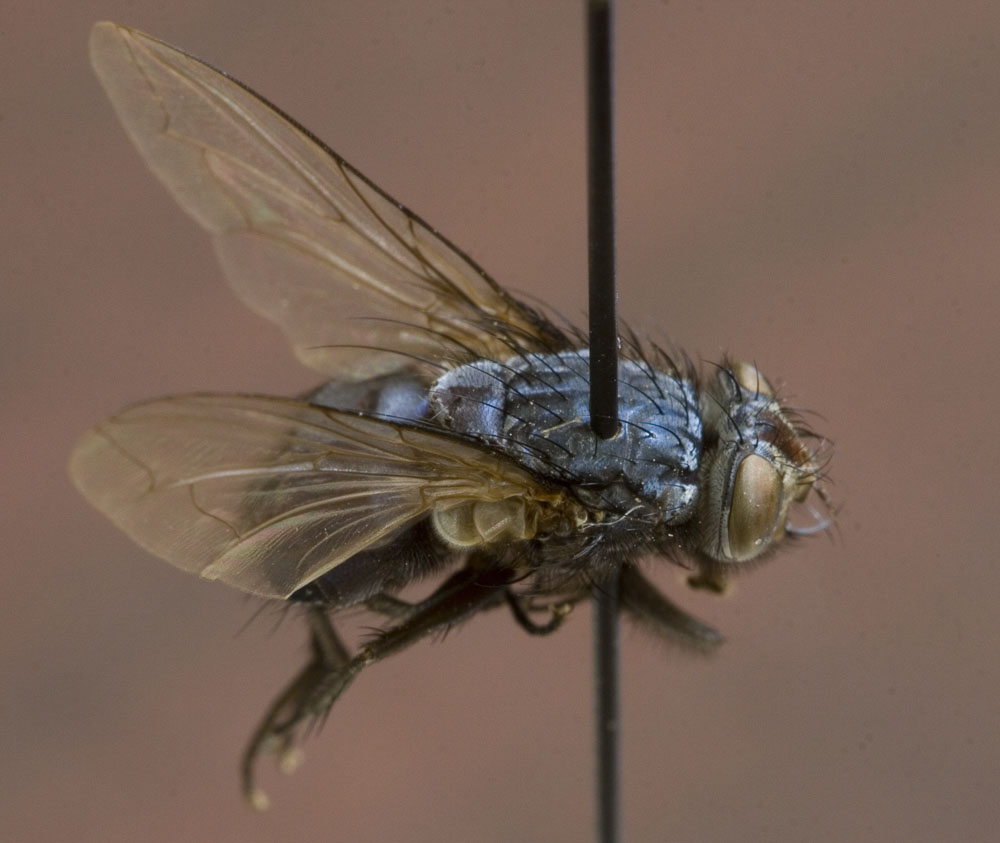
Một mẫu vật nhặng Calliphora livida

### Các chi
Sau đây là danh sách một số chi thuộc họ Nhặng:

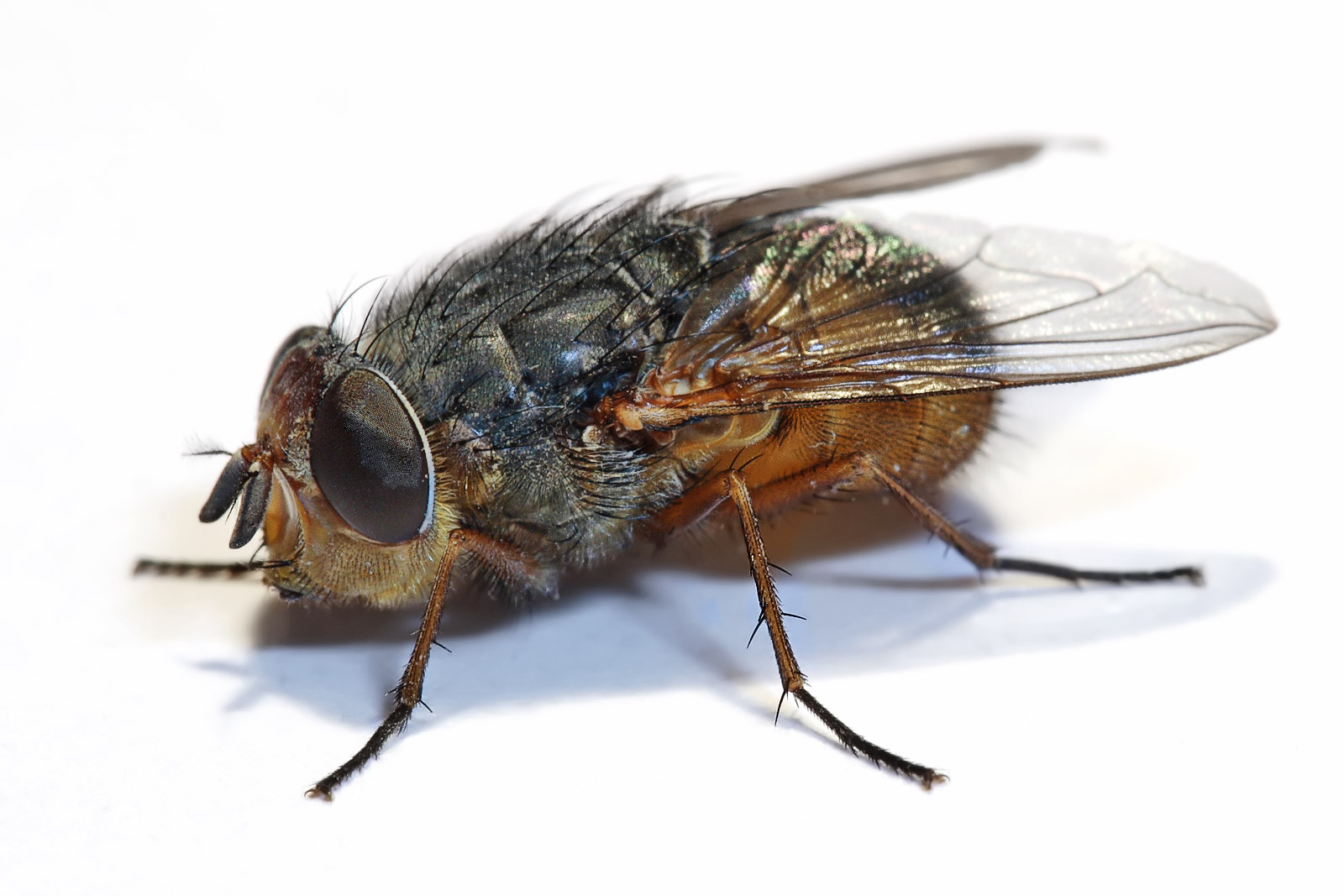
Calliphora augur

- Acrophaga
- Albuquerquea
- Aldrichina
- Amenia
- Angioneura
- Anthracomyia
- Apaulina
- Aphyssura
- Auchmeromyia
- Bellardia
- Bengalia
- Booponus
- Borbororhinia
- Boreellus
- Calliphora
- Callitroga
- Catapicephala
- Chloroprocta
- Chrysomya
- Cochliomyia
- Compsomyiops
- Cordylobia
- Cosmina
- Cyanus
- Cynomya
- Dexopollenia
- Dyscritomyia
- Eggisops
- Engyzops
- Eucalliphora
- Eumesembrinella
- Eurychaeta
- Euphumosia
- Helicobosca
- Hemilucilia
- Hemipyrellia
- Idiella
- Isomyia
- Kuschelomyia
- Laneella
- Lucilia
- Melanodexia
- Melanomya
- Melinda
- Mesembrinella
- Morinia
- Mufetiella
- Nesodexia
- Neta
- Onesia
- Opsodexia
- Pachychoeromyia
- Paradichosia
- Paralucilia
- Paramenia
- Paraplatytropesa
- Phormia
- Phumosia
- Platytropesa
- Pollenia
- Polleniopsis
- Prosthetosoma
- Protocalliphora
- Protophormia
- Ptilonesia
- Rhinia
- Rhynchoestrus
- Rhyncomya
- Sarconesia
- Sarconesiomima
- Silbomyia
- Somomyia
- Souzalopesiella
- Stegosoma
- Stilbomyella
- Stilbomyia
- Stomorhina
- Tainania
- Thelychaeta
- Theria
- Toxotarsus
- Triceratopyga
- Trichoberia
- Tricyclea
- Tricycleopsis
- Trixoneura
- Trypocalliphora
- Villeneuviella
- Xanthotryxus
- Xenocalliphora

Nguồn: MYIA, FE, Nomina, A/O DC